# Rudolf Marić
Rudolf Marić est un joueur d'échecs né le 13 mai 1927 à Novi Sad et mort le 26 août 1990 à Belgrade.

## Biographie et carrière
En 1956, Maric représenta la Yougoslavie lors de l'olympiade universitaire (championnat du monde par équipes de moins de 26 ans) à Uppsala. Il jouait au quatrième échiquier et remporta la médaille de bronze par équipe et la médaille d'or individuelle avec 6 points sur 7.
Marić finit 2e-3e du premier tournoi d'échecs de Sarajevo en 1958. Il remporta le tournoi de Niksic en 1962. Il obtint le titre de maître international en 1964. Il fut 3e-4e du mémorial Parcetic à Sombor en 1966.
En 1967, il remporta le tournoi B de Monte-Carlo et fut sixième (sur dix-huit participants) du tournoi international de Skopje remporté par Bobby Fischer.
En 1978, il remporta la Mitropa Cup avec l'équipe de Yougoslavie (il marqua 2,5 points sur 3 au quatrième échiquier).
La Fédération internationale des échecs lui décerna le titre de grand maître international honoraire en 1990 peu après sa mort d'un arrêt cardiaque.

## Publications
- (sr) Sahovske Minijature, 1973
- (avec Trifunović) (en) Yugoslav Chess Triumphs, Chess Informant, 1976